# Кремеш
Кре́меш — село в Україні, у Локачинській селищній громаді Володимирського району Волинської області. Населення становить 362 особи (станом на 2001 рік). Село розташоване на сході Володимирського району.

## Географія
Село розташоване на правому березі річки Свинарки.
| Клімат Кремеша          | Клімат Кремеша | Клімат Кремеша | Клімат Кремеша | Клімат Кремеша | Клімат Кремеша | Клімат Кремеша | Клімат Кремеша | Клімат Кремеша | Клімат Кремеша | Клімат Кремеша | Клімат Кремеша | Клімат Кремеша | Клімат Кремеша |
| Показник                | Січ.           | Лют.           | Бер.           | Квіт.          | Трав.          | Черв.          | Лип.           | Серп.          | Вер.           | Жовт.          | Лист.          | Груд.          | Рік            |
| Середній максимум, °C   | −1,9           | −0,6           | 4,2            | 12,6           | 18,8           | 22,1           | 23,4           | 22,7           | 18,1           | 12,3           | 5,1            | 0,1            | 11,4           |
| Середня температура, °C | −4,7           | −3,5           | 0,7            | 7,9            | 13,5           | 16,7           | 18,0           | 17,2           | 13,1           | 8,1            | 2,5            | −2,3           | 7,3            |
| Середній мінімум, °C    | −7,5           | −6,3           | −2,7           | 3,2            | 8,2            | 11,4           | 12,7           | 11,8           | 8,2            | 3,9            | −0,1           | −4,6           | 3,2            |
| Норма опадів, мм        | 32             | 31             | 31             | 42             | 65             | 76             | 83             | 65             | 55             | 39             | 39             | 40             | 598            |
| ----------------------- | -------------- | -------------- | -------------- | -------------- | -------------- | -------------- | -------------- | -------------- | -------------- | -------------- | -------------- | -------------- | -------------- |
| Джерело:                |                |                |                |                |                |                |                |                |                |                |                |                |                |

## Історія
У 1906 році село Хорівської волості Володимир-Волинського повіту Волинської губернії. Відстань від повітового міста 33 верст, від волості 4. Дворів 90, мешканців 509.
12 червня 2020 року, відповідно до розпорядження Кабінету Міністрів України № 708-р «Про визначення адміністративних центрів та затвердження територій територіальних громад Волинської області», увійшло до складу Локачинської селищної територіальної громади.
19 липня 2020 року, в результаті адміністративно-територіальної реформи та ліквідації  Локачинського району, село увійшло до новоутвореного Володимир-Волинського району (від 18 липня 2022 Володимирського).

## Транспорт
Через село проходить автомобільний шлях територіального значення Т 0311.[джерело?]

## Населення
Станом на 1989 рік у селі проживало 362 особи, серед них — 173 чоловіки і 189 жінок.
За даними перепису населення 2001 року в селі проживали 362 особи. Рідною мовою назвали:
| Мова       | Кількість осіб | Відсоток |
| ---------- | -------------- | -------- |
| українська | 362            | 100,00 % |

## Політика
На виборах у селі Кремеш працює окрема виборча дільниця, розташована в приміщенні школи. Результати виборів:
- Парламентські вибори 2002: зареєстрований 281 виборець, явка 90,39 %, найбільше голосів віддано за Блок Віктора Ющенка «Наша Україна» — 55,91 %, за Блок Юлії Тимошенко — 18,90 %, за блок "Демократична партія України — партія «Демократичний союз» — 9,45 %. В одномандатному окрузі найбільше голосів отримав Сергій Бондарчук (Наша Україна) — 46,06 %, за Віталія Зарембу (За Єдину Україну!) — 33,07 %, за Геннадія Кожевнікова (самовисування) — 8,66 %[11].
- Вибори Президента України 2004 (перший тур): 243 виборці взяли участь у голосуванні, з них за Віктора Ющенка — 87,65 %, за Віктора Януковича — 5,35 %, за Олександра Мороза — 0,82 %[12].
- Вибори Президента України 2004 (другий тур): 251 виборець взяв участь у голосуванні, з них за Віктора Ющенка — 92,83 %, за Віктора Януковича — 6,37 %[13].
- Вибори Президента України 2004 (третій тур): зареєстровано 270 виборців, явка 95,56 %, з них за Віктора Ющенка — 95,74 %, за Віктора Януковича — 3,49 %[14].
- Парламентські вибори 2006: зареєстровано 266 виборців, явка 90,23 %, найбільше голосів віддано за Блок Юлії Тимошенко — 33,33 %, за блок Наша Україна — 19,17 %, за блок Костенка і Плюща — 17,50 %[15].
- Парламентські вибори 2007: зареєстрований 251 виборець, явка 92,83 %, найбільше голосів віддано за блок Блок Юлії Тимошенко — 39,06 %, за блок Наша Україна — Народна самооборона — 30,47 %, за блок Литвина — 12,88 %[16].
- Вибори Президента України 2010 (перший тур): зареєстровано 234 виборці, явка 88,89 %, найбільше голосів віддано за Юлію Тимошенко — 44,71 %, за Віктора Януковича — 13,46 %, за Володимира Литвина — 9,62 %[17].
- Вибори Президента України 2010 (другий тур): зареєстровано 232 виборці, явка 87,93 %, з них за Юлію Тимошенко — 83,33 %, за Віктора Януковича — 11,76 %[18].
- Парламентські вибори 2012: зареєстровано 229 виборців, явка 80,35 %, найбільше голосів віддано за Всеукраїнське об'єднання «Батьківщина» — 35,33 %, за Партію регіонів — 20,65 % та Всеукраїнське об'єднання «Свобода» — 13,04 %.[19] В одномандатному окрузі найбільше голосів отримав Сергій Мартиняк (самовисування) — 41,30 %, за Бориса Загреву (самовисування) — 34,24 %, за Романа Карпюка (Всеукраїнське об'єднання «Батьківщина») — 9,78 %[20].
- Вибори Президента України 2014: зареєстровано 230 виборців, явка 90,87 %, з них за Петра Порошенка — 41,15 %, за Юлію Тимошенко — 19,14 %, за Олега Ляшка — 18,66 %[21].
- Парламентські вибори в Україні 2014: зареєстровано 228 виборців, явка 87,72 %, найбільше голосів віддано за «Народний фронт» — 23,00 %, за Блок Петра Порошенка — 20,50 % та Радикальну партію Олега Ляшка — 16,50 %.[22] В одномандатному окрузі найбільше голосів отримав Сергій Мартиняк (самовисування) — 61,00 %, за Володимира Бондара (Блок Петра Порошенка) проголосували 14,50 %, за Володимира Красулю (самовисування) — 6,50 %[23].